# Непереводимость
Непереводимость — это свойство текста или высказывания в одном языке, выражающееся в отсутствии для него эквивалента в другом языке.
Термины невозможно отнести ни к полностью переводимым единицам, ни к совершенно непереводимым; сложность их перевода зависит от их происхождения, а также от компетентности переводчика.
Довольно часто текст или высказывание, которые считают непереводимыми, в действительности являются лакуной, или лексической единицей, не имеющей похожего понятия в переводном языке. Это означает, что для слова, выражения или фразы в исходном языке не существует полного эквивалента в переводном языке.
В этом случае для передачи смысла переводчик может прибегнуть к переводческим трансформациям.

## Переводческие трансформации
(Важно: большинство примеров и описаний, приведенных ниже, предполагает перевод с/на английский язык). Из переводческих трансформаций, применимых при переводе лакун, или лексических несоответствий в языках, можно выделить следующие:

### Адаптированный перевод
Адаптированный, или свободный, перевод — это перевод, при котором общественные или культурные реалии в исходном тексте заменяются соответствующими реалиями в переводном тексте; при этом реалии в переводном тексте будут нацелены на аудиторию языка перевода.
Например, при переводе серии бельгийских комиксов «Приключения Тинтина», имя преданного пса Тинтина — Милу (фр. Milou) на разные языки было переведено по-разному: на английский — Snowy, на русский — Снежок/Мелок, на нидерландский — Bobbie, на немецкий — Struppi. По такому же принципу детективы Дюпон и Дюпонн (фр. Dupond и Dupont) в английском переводе были названы Thomson и Thompson, в нидерландском — Jansen и Janssen, Schultze и Schulze — в немецком, Hernández и Fernández — в испанском, 杜本 и 杜朋 (Dùběn и Dùpéng) — в китайском.
Особенно это заметно в переводе имён героев диснеевских мультфильмов, многие из них переведены по принципу звукового уподобления или каламбура.

### Заимствования
Заимствование — это приём перевода, при котором переводчик использует в переводном тексте слово или выражение из исходного текста, не изменяя его. В русском и английском языке заимствования, ещё недостаточно прочно укрепившиеся в речи, обычно выделяются курсивом.
В книге «Алитет уходит в горы» реалии чукотского общества переданы заимствованиями.

### Калькирование
Калькирование — это приём перевода, при котором слово или выражение разбивается на составляющие и каждый элемент переводится отдельно. Например, русское слово «водород», введённое химиком М. Ф. Соловьёвым, — калька французского названия hydrogène, образованного от др.-греч. ὕδωρ — «вода» и γεννάω — «рождаю». Калька «водород» в качестве русского перевода hydrogène заменила другую кальку — «водотворное вещество» В. М. Севергина.
В некоторых случаях калькирование приводит к неудачному и даже комичному результату, как в предложении А. С. Шишкова заменить слово «фортепиано» на «тихогромы» — кальку  с итал. pianoforte.

### Переводческая компенсация
Переводческая компенсация — приём, с помощью которого производится перевод единиц исходного языка, которые не могут быть выражены теми же средствами в переводном языке. В данном случае переводчик заменяет их в переводном тексте другими языковыми средствами.
Например, во многих языках присутствует две формы личного местоимения во втором лице, то есть две формы обращения (формальная/неформальная). Так, во французском языке это местоимения tu и vous, в испанском — tú и usted, в русском — «ты» и «вы», в немецком — du и Sie, а в современном английском языке такого разделения не существует. Поэтому при переводе текста с одного из этих языков на английский переводчику приходится использовать другие средства для передачи стилистической окраски текста. Например, выбирать в зависимости от ситуации имя или прозвище, использовать менее формальные выражения или использовать определённые слова, свойственные конкретному стилю.
В японском и корейском языках стили речи чётко маркированы грамматически. К примеру, в японском имеется сложная система местоимений, в которой имеется несколько слов для обозначения себя («я»): одно для девочек, другое для образованных мужчин, третье для стариков определённой местности. Активно используются именные суффиксы, употребляющиеся по-разному в зависимости от пола, социального положения, возраста собеседника или того, о ком идёт речь. Кроме того, глаголы в разных стилях речи имеют отдельные спряжения. В русском языке при переводе местоимение «я, великий, мужественный говорит» может замениться на «твой повелитель приказывает»; именной суффикс «-тян» — передан уменьшительным суффиксом, а крайне вежливая просьба — устаревшим оборотом в духе «не соблаговолит ли милостивый государь».

### Парафраз
Парафраз — это приём перевода, при котором переводчик заменяет одно слово исходного текста группой слов или выражением на языке перевода.
Пример подобного приёма перевода можно найти в материале Би-би-си о «самых непереводимых словах» от 22 июня 2004 года. Было выбрано слово Ilunga, слово, предположительно, из языка Демократической Республики Конго. В статье даётся следующее описание этого слова: «человек, который простит обиду в первый раз, стерпит во второй, но в третий раз — ни за что». Стоит учесть, что слово Ilunga имеет спорное происхождение и значение, так, некоторые жители Конго (особенно, представители правительства Республики) заявляют, что это просто имя, не несущее никакого особенного смысла. Для получения более подробной информации см. статью Ilunga.
Другим примером парафраза является португальское слово saudade, которое с большой натяжкой переводится на русский как «тоска по ушедшему». Есть также похожее слово румынского происхождения, которое переводится как «тоска по человеку или вещи, которых уже нет или нет в настоящее время».
Яркий пример непереводимости — нидерландское слово gezellig, которому нет эквивалента в английском языке. Дословно оно означает «уютный, причудливый, милый», но также может означать время, проведённое с любимыми людьми, встречу с другом после долгой разлуки или духовную близость.
В Книге рекордов Гиннесса в качестве самого «ёмкого» слова указано слово языка ямана «мамилапинатапай», что переводится как «глядеть друг на друга в надежде, что кто-либо согласится сделать то, чего желают обе стороны, но не решаются делать первыми».

### Переводческий комментарий
Переводческий комментарий, обычно приводимый в виде сносок или замечаний, представляет дополнительную информацию, которую невозможно интегрировать в общий текст перевода. Обычно это описание особенностей культуры, необходимых для понимания текста, либо другие объяснения.
Некоторые переводческие задания предполагают или даже требуют наличия подобных комментариев. Некоторые переводчики[кто?] считают данный приём неудачным, хотя большинство профессионалов не разделяют эту точку зрения.

## Примеры

### Стиль
В тайском языке есть слова, эквивалентные английским «я», «ты», «он/она/оно», однако эти слова носят достаточно неформальный или выраженный неформальный характер. В большинстве случаев тайцы вместо местоимений используют слова, указывающие на родство собеседников. Например, вместо того, чтобы сказать «я расскажу тебе сказку», мать скажет «мама расскажет ребёнку сказку» («แม่จะบอกลูกนิทาน» — mae ja bawk luuk nitaan). Точно так же друзья разного возраста будут называть друг друга братом или сестрой. Так, вместо того, чтобы сказать «ты мой друг», они скажут «младший брат — друг старшего брата» («Younger sibling is older sibling’s friend»). Обычное представление тайцев об обозначении родственных связей уже утеряно, и при переводе на английский стоит заменять такие слова местоимениями «я» и «ты».

## Грамматика

### Категория принадлежности
При переводе значения слова «иметь» с арабского, финского, индийского, венгерского, ирландского, японского, турецкого и валлийского языков, а также с иврита и урду могут возникнуть некоторые трудности. В этих языках нет специального глагола со значением «иметь». Вместо выражения «я имею (что-либо)» будут использоваться различные конструкции, обозначающие, что это (что-либо) — моё. Так, турки скажут «моё (что-либо) существует», евреи — «есть для меня (что-либо)». В ирландском языке это выражение перешло в соответствующий диалект английского языка.
Похожая ситуация с данной конструкцией и в русском языке. Вместо «я имею» в русском употребляется конструкция «у меня есть». Несмотря на то, что в русском языке существует глагол «иметь», он крайне редко используется в том же значении, что и английский глагол. В некоторых случаях он может быть принят за грубое вульгарное слово, означающее сексуальный акт в однонаправленном представлении. Так, недопонимание может возникнуть при вопросе «имеешь ли ты жену?».
На японский язык глагол «иметь» чаще всего переводится глаголами иру (яп. いる, «быть») и ару (яп. ある, «быть»): «у меня есть кошка». Первый глагол используется с существительными, обозначающими людей и животных, а второй — с неодушевлёнными существительными. Для того чтобы передать английский глагол «to have» в значении обладания чем-то, японцы используют глагол моцу (яп. 持つ), что буквально означает «держать».

### Формы глагола
В английском языке некоторые грамматические категории полностью отсутствуют.
Например, не так просто в английском языке различить два финских глагола — kirjoittaa (глагол, соответствующий английскому to write, «писать», глагол в продолженной форме) и kirjoitella («время от времени делать короткие записи; пописывать», глагол, обозначающий многократное действие).
В ирландском языке запрещающее наклонение используется в страдательном залоге. Такая конструкция используется для того, чтобы запретить что-то и одновременно выразить неодобрение всего общества к запрещённому действию. Например, так отличаются две фразы Ná caithigí tobac («Не курить») и Ná caitear tobac («Курение здесь не принято»).
Как и в латинском, в итальянском языке существует две формы прошедшего времени — прошедшее законченное время (passato remoto) и ближайшее прошедшее (passato prossimo). Так, обе конструкции — io fui и io sono stato означают «я был», но первая подразумевает отдалённое прошлое, а вторая — некоторую связь с настоящим. Passato remoto обычно используется в литературе, например, в написании романов. В наши дни использование этих конструкций различается в зависимости от географического положения. В северных итальянских диалектах, как и в общепринятом варианте итальянского языка, passato remoto практически не используется в устной речи, тогда как на юге страны его часто используют вместо passato prossimo.
Точно так же в английском языке недостаточно грамматических форм для обозначения объектов действия, поэтому приходится использовать парафраз — изложение текста своими словами. В финской же грамматике, наоборот, существует целая группа производных глаголов, обозначающих разную степень вовлечённости. Например, на основании глагола vetää (тащить, тянуть) можно образовать целый ряд глаголов:
- vetää (тянуть),
- vedättää (заставлять кого-то тянуть),
- vedätyttää (сделать так, чтобы кто-то заставил кого-то тянуть),
- vedätätyttää (сделать так, чтобы кто-то заставил кого-то/что-то заставить кого-то/что-то тянуть).

В большинстве тюркских языков (в турецком, азербайджанском, казахском и других языках) у глагола есть суффикс miş/mış/muş/müş, выполняющий грамматическую функцию. Он указывает на то, что говорящий не видел или слышал того, о чём рассказывает, но лишь догадывается, или ему кто-то об этом рассказал. Например, турецкое слово Gitmiş может означать как «сказали, что он/она ушёл/ушла», так и «я думаю, он ушёл». Также эта грамматическая структура часто используется, когда шутят или рассказывают истории.
Языки, которые отличаются друг от друга очень сильно, например, английский и китайский, требуют от перевода большей адаптивности. В китайском языке нет времён как таковых, но есть три вида глагола. Английский глагол to be не имеет эквивалента в китайском языке. Так, глагол to be, используемый в предложении типа It is blue, при переводе на китайский язык будет опущен. Если речь идёт о местонахождении, используется глагол «zài» (在), как в предложении We are in the house («Мы находимся в доме»). В большинстве остальных случаев используется глагол «shì» (是), как в предложении I am the leader («Я — лидер»). Любое предложение, в котором значения глагола «быть» разнятся, теряет это отличие в переводе на китайский.

### Род
Любопытная проблема возникает при переводе с английского на русский романа Агаты Кристи «Why Didn’t They Ask Evans?» Важное место в сюжете занимают поиски некоего Эванса (мужчины), когда в конце концов выясняется, что искомый(ая) Эванс — женщина. Если название романа переводить буквально, то двусмысленность исчезает вместе с интригой, поскольку форма винительного падежа этой фамилии зависит от рода: «Почему не спросили Эванс/Эванса?» Один из вариантов перевода заглавия был: «Ответ знает Эванс». В другом варианте переводчик пошёл на то, чтобы фамилию персонажа заменить на несклоняемую: «Почему не позвали Уилби?»

## Лексика
В немецком языке, как и в нидерландском, есть множество модальных частиц, сложность перевода которых состоит в том, что они служат скорее для передачи оттенка смысла и не выполняют практически никаких грамматических функций. К примеру, немецкое слово doch можно перевести и так: «Разве вы не понимаете, что…?», и так: «Это и впрямь так, хотя кто-то может и отрицать». Значения подобных слов меняются в зависимости от контекста и эмоциональной окраски предложения, и это вызывает затруднения при переводе.
Обычное значение слова doch мы находим в предложении Der Krieg war doch noch nicht verloren — «И всё же война ещё не была проиграна».
Чтобы верно переводить подобные слова, в каждом случае нужно использовать определённую грамматическую конструкцию. Если всё то же предложение Der Krieg war doch noch nicht verloren произнести слегка иначе, выражаем некое оправдание в ответ на вопрос: «…но ведь мы ещё не проиграли войну (…поэтому мы продолжали бороться)».
Если же переводить эту фразу, ещё больше опираясь на контекст и эмоциональную окраску, получаем: «Война-то И ВПРЯМЬ ещё не окончена (как бы вы ни убеждали меня в обратном)».
Изменим интонацию ещё раз — и получим вопросительное предложение. Der Krieg war doch noch nicht verloren? станет «(Вы считаете, что) война ещё НЕ была проиграна (на тот момент)?»
Другой известный пример — из португальского и испанского языков, глаголы ser и estar (см. глаголы-связки романских языков). Оба означают «быть». Но есть разница — ser применимо лишь к описанию сущности, природы вещей, а estar — состояний. Порой незнание этой разницы не мешает понять предложение в целом, что позволяет переводчику её опустить, но в иных случаях разделение понятий необходимо для избежания двусмысленности.
Когда не получается перевести текст дословно, переводчик часто излагает мысль другими словами либо просто добавляет новые для точной передачи смысла. Пример из португальского языка:
«Não estou bonito, eu sou bonito». Дословный перевод: «Я (видимо) не красив; я (несомненно) красив». Перевод с переводческой компенсацией: «Я не красив сегодня, я прекрасен всегда». Парафраз: «Я не просто выгляжу красивым, я и в самом деле красив».
Ни одно из слов следующей фразы, принадлежащей одному из языков южнославянской группы, не имеет аналогов в английском.
«Doček izuvenog limara». Doček — встреча, организованная по случаю прибытия кого-либо (наиболее верно на английский язык перевести это как «приветствие» или «радушный приём», хотя «Doček» — приём, не обязательно радушный). Izuven — без обуви. Limar — кровельщик. Значит, фраза «Doček izuvenog limara» переводится так: «встреча, организованная по случаю прибытия босого кровельщика».
Ещё один пример — русское слово «пошлость». Оно означает избитость, безвкусность и грубость одновременно. Владимир Набоков считал его одним из наиболее трудных для перевода на английский язык русских слов.

### Родственные отношения
По ряду причин, таких, как, например, различия лингвистических и культурных особенностей разных стран, переводить понятия, касающиеся родственных отношений, часто нелегко.
Большинство слов тайского языка, выражающих родство, не переводятся дословно, а нуждаются в дополнениях на языке перевода. Для самых распространённых понятий, описывающих родственные отношения в английском языке, нельзя найти схожие модели в тайском, потому что традиционно в английских отношениях опускаются сведения, свойственные народам Таиланда.
Как пример, в тайском языке различают родных братьев и сестёр не по полу, а по возрасту. Старшего в семье ребёнка называют พี่ (пии), а всех младших น้อง (нон). То же самое с дядями и тётями — их называют по-разному, в зависимости от того, старше они или младше своих братьев/сестёр, детям которых они приходятся родственниками, а также от того, по чьей линии идёт родство — материнской или отцовской. น้า (наа) — это «младший брат сестры» и так далее.

### Родные братья и сестры
Обычно «брат» по-арабски звучит أخ (ах). Это широкое понятие для братьев, у которых хотя бы один родитель общий. Если же у братьев и мать, и отец — общие, то для такого «брата» есть отдельное название — شقيق (шакык).
В китайском, японском и турецком языках «старший брат», «младший брат» и, подобно им, «старшая сестра», «младшая сестра» — совершенно разные слова.
В английском языке довольно затруднительно задать вопрос: «Мальчик, который ты сын?» и получить при этом ответ «Третий», просто потому, что слова «который» в английском нет — только «какой». (Можно, конечно, попробовать грамматически верное «which-th», но выговорить его непросто). Придётся спросить его так: «Мальчик, какой по счёту ты сын?». Простое слово «который», заменяющее английскую конструкцию «какой по счёту», можно найти, к примеру, в финском (mones), латинском (quotus), немецком (wievielte), нидерландском (hoeveelste), китайском (dìjǐ) языках, а также в эсперанто (kioma).

### Дедушки и бабушки
В норвежском, шведском и датском языках слова farmor и farfar означают бабушек и дедушек по отцовской линии, а mormor и morfar соответственно — по материнской. По тому же принципу в шведском различаются прадеды и прабабки. В китайском языке действуют схожие правила.

### Тёти и дяди
Если в английском языке «брат матери», «брат отца» или «муж сестры матери» — всегда просто «дядя», то в турецком, шведском и южнославянских языках их всех называют по-разному. Так же и с тётями.
Шведское tant — «тётушка» или, в общем значении, дама. Moster — тётя по материнской линии, faster — по отцовской, но эти два слова — сокращения от mors syster и fars syster («сестра матери» и «сестра отца» соответственно). Так же сокращены слова morbror и farbror («брат матери» и «брат отца» соответственно). Что касается упомянутого выше слова tant, то для него нет аналогичного, для обозначения дядюшки, — вместо него шведы говорят farbror.
Существование различных слов для обозначения дядей по материнской и отцовской линиям порой вызывает путаницу: в финском переводе мультсериала Уолта Диснея «Утиные истории» дядя Скрудж назывался Roope-setä (буквально — дядя Роберт по отцовской линии), пока не выяснилось, что Скрудж приходится Дональду Даку дядей по материнской линии. Поэтому правильным переводом было бы Roope-eno (дядя Роберт по материнской линии). В шведском переводе Скруджа называют Farbror Joakim (дядя Йоаким по линии отца).
Арабы говорят «брат матери» خال (халь) и «брат отца» عم (ам); такие же особые слова есть в арабском для сестры матери и сестры отца. Самый точный перевод на русский — «дядя» и «тётя» — сам по себе не даёт представления о принадлежности к отцовской либо материнской линии. Однако ранее в русском языке существовали ныне устаревшие, но сохранившиеся в диалектах термины родства «вуй» (брат матери), «стрый» (брат отца), «вуйна» (сестра матери) и «стрыя» (сестра отца). В польском языке «stryj» — дядя по отцу, а «wuj» — по матери.

### Племянники и двоюродные братья/сёстры
Для детей родных братьев и сестёр в английском языке есть слова, характеризующие их по половой принадлежности («nephew» — племянник, «niece» — племянница), а вот слово «cousin» (двоюродный брат или сестра) не предполагает обозначение пола. Во многих же других языках эти понятия различны.
А в итальянском языке, напротив, есть особые слова — cugino (двоюродный брат) и cugina (двоюродная сестра), а словом nipote называются как племянник, так и племянница, однако мужской или женский артикль перед ним избавляет от неясности. Более того, nipote может также означать внука или внучку, что делает слово двусмысленным.
В норвежском языке отдельные обозначения как для одной, так и для другой категории родственников: nevø — племянник, niese — племянница, fetter — двоюродный брат, kusine — двоюродная сестра. 
В исландском языке существуют два универсальных слова для обозначения всех родственников (за исключением родных братьев, сестёр и родителей): frænka «любая родственница женского пола», frændi «любой родственник мужского пола». При этом такие слова, как племянница, племянник, тётя и дядя, отсутствуют. Из-за этого при общении на исландском языке могут возникать трудности в тех случаях, когда степень родства требуется точно обозначить. Исконно-нордическое слово frændi было также заимствовано в английский язык и приобрело значение «друг» friend.
В нидерландском языке различается только род: neef (мужской) и nicht (женский), а «племянник» и «двоюродный брат» звучат одинаково. Правда, в нём есть слова oomzegger и oomzegster («племянник» и «двоюродный брат» соответственно), но они используются редко.
В арабском вообще нет понятия «двоюродный брат» — вместо него употребляются такие словосочетания, как «сын дяди». Точно так же и в иврите. Там употребляются все возможные варианты: «сын дяди», «сын тёти», «дочь дяди», «дочь тёти».

### Свойственники
В сербском языке, наряду со многими южнославянскими языками, родственники жены или мужа (свойственники) называются по-разному, в то время как в английском для этой цели к слову прибавляется конструкция «-in-law» (свойственник). К примеру, «sister-in-law» (жена брата) по-сербски будет либо «zaova» (сестра мужа, золовка), либо «svastika» (сестра жены, свояченица). «Brother-in-law» (зять) — либо «djever» (брат мужа, деверь), либо «šurak» (брат жены, шурин).
По тому же принципу в боснийском языке говорится badžanak, упоминая о муже сестры жены, и jetrva, упоминая о жене брата мужа.
Если в английском языке для всех свойственников есть всего шесть слов, то в русском их пятнадцать — так много, что сами русские порой в них путаются. Даже для родителей мужа и родителей жены есть особые слова — сват и сватья. По-английски же они просто «in-laws». Также русские свойственники часто так и называют друг друга, что окончательно усложняет работу переводчика.
В испанском языке для обозначения свойственников есть разные слова. Например, cuñado и cuñada («муж сестры» и «жена брата» соответственно), а также yerno и nuera («муж дочери» и «жена сына»).

## Иностранные понятия
На самом деле понятия, неизвестные культуре данной страны, могут быть с легкостью переведены. Японское слово ワサビ (山葵, wasabi) означает растение (Васаби японский), которое употребляется как приправа. Растёт оно только в Японии и в других странах долго не было известно. В этом случае оптимальный вариант для перевода — заимствование иностранного слова. Однако можно попробовать заменить понятие «васаби» другим овощем, схожим по разным признакам. Так, например, в английский язык это японское растение вошло без изменений — wasabi, а ещё его называют Japanese horseradish (японский хрен). В китайском языке может употребляться либо транскрипция с японского (味沙吡, вэйшаби), либо собственное произношение тех же иероглифов 山葵 (транскрипция: шанькуй). Однако в наши дни в Китае чаще называют его 芥末 (цземо) или 绿芥 (люйцзе), а на Тайване используют транскрипцию японского 味沙吡 (вэйшаби).
Хрен не выращивается в восточной Азии, и местные жители иногда путают его с горчицей. Поэтому в некоторых районах жёлтой горчицей называют завозимый в страну горчичный соус, а зелёной горчицей — васаби.
Другой способ перевода незнакомых понятий — использование самих транскрипций слова. К примеру, в русский и украинский языки слова «курага» и «урюк» пришли из тюркского. И хотя оба фрукта уже знакомы европейцам, в английском языке до сих пор нет для них перевода. Английские названия кураги и урюка означают буквально «сушёный абрикос без косточки» и «сушёный абрикос с косточкой».

## Поэзия,каламбурыи игра слов
Есть два лингвистических пространства, в которых перевод практически не возможен, — это поэзия и игра слов. Поэзию сложно переводить из-за необходимости сохранения формы произведения-оригинала (в стихотворении это рифма). Каламбуры и другую семантическую игру слов — из-за неразрывности слов каламбура с языком, которому он принадлежит. Рассмотрим итальянскую пословицу 'traduttore, traditore'. Дословный перевод таков: «Переводчик, предатель». Хоть смысл и остался, игра слов утеряна. Возможный вариант перевода: «Переводчик — перебежчик». В венгерском языке сохранить каламбур удаётся — «fordítás: ferdítés», что можно перевести как «перевод — это развод».
С другой стороны, многие переводческие трансформации, описанные выше, могут помочь переводчику с каламбурами. К примеру, можно возместить потерю непереводимой игры слов, добавив новый каламбур где-нибудь ещё в тексте.
В английском оригинальном названии пьесы Оскара Уайльда «Как важно быть серьёзным» («The Importance of Being Earnest») есть игра слов (которая обыгрывается также в последней строчке пьесы) — схожесть звучания имени Эрнест и английского качественного прилагательного «серьёзный». Во французском варианте перевода игра слов в названии осталась — «L’importance d'être Constant» (Constant — мужское имя Констан). Пришлось поменять имя главного героя Эрнеста на Констанса, и эта маленькая хитрость осталась незамеченной (в других вариантах перевода на французский игра слов также сохранилась: «De l’importance d'être Fidèle», Fidèle — преданный и Fidèle — мужское имя Фидель; и «Il est important d'être Aimé», Aimé — любимый и Aimé — мужское имя Эме). Венгерский переводчик Адам Надазди заново перевёл ту же пьесу Уайлда, отказавшись от изначального названия «Bunbury» и назвав её «Szilárdnak kell lenni» (дословно — каждый должен быть Силардом). Дело в том что «Szilárd» — это и мужское имя Силард, и прилагательное «непоколебимый», «устойчивый», «серьёзный».
Французский комикс про приключения Астерикса известен своей игрой слов. Английским переводчикам пришлось изрядно потрудиться, чтобы достойно перевести все его каламбуры.
Другие виды каламбура, например, перестановка звуков (частей слов или слов) или перевёртыш (текст, одинаково читающийся слева направо и справа налево), также трудно переводить. Возьмём классический английский палиндром (перевёртыш): «A man, a plan, a canal: Panama». Дословно по-русски звучит так: «Человек, план, канал — Панама!». Такой перевод подходит разве что для заголовка к портрету Теодора Рузвельта (инициатора постройки Панамского канала). Но если нам нужно сохранить каламбур, то необходимо принести в жертву смысл фразы, и в качестве перевода тоже привести перевёртыш. К примеру, для приведенного выше английского палиндрома можно представить такой вариант в русском языке — «Я разуму уму заря, Я иду с мечем судия…» (Державин), или на французском — «'Un roc lamina l’animal cornu» (дословно — «глыба уничтожила рогатое животное»)
Дуглас Хофштадтер в своей книге «Le Ton beau de Marot» обсуждает проблемы перевода палиндромов (перевёртышей) на китайский язык, в котором подобная игра слов невозможна в принципе. В ней он также уделяет большое внимание переводу поэзии, приводя в качестве примера переведённую на ряд языков повесть, полную бессмыслицы с лингвистической точки зрения, «Алиса в стране чудес» Льюиса Кэрролла, со всем многообразием представленных в ней неологизмов и слов-гибридов.